# Orange Sport
Orange Sport (cunoscut în trecut ca Boom Sport, Dolce Sport și Telekom Sport) este un portal de știri și o fostă rețea de televiziuni de sport deținute de Orange România. Aceasta era disponibilă exclusiv abonaților la televiziunea Orange.
Pe 30 iunie 2024, canalele Orange Sport au fost închise, însă site-ul a continuat să fie funcțional, oferind în continuare informații și conținut sportiv online.

## Istoric
Primul canal a fost lansat pe 11 noiembrie 2006 de către furnizorul de televiziune prin satelit Boom Extrasatelit. După ce compania a intrat în insolvență, abonații la televiziunea prin satelit și canalele de sport au fost vândute către Romtelecom, care a rebranduit canalele ca Dolce Sport pe 13 august 2010.
După rebranding-ul Romtelecom în Telekom, canalele au fost rebranduite ca Telekom Sport pe 12 septembrie 2017.
După ce Orange România a achiziționat Telekom România în 2021, inclusiv serviciile sale de telefonie fixă, canalele de televiziune sportive au fost rebranduite ca Orange Sport pe 28 martie 2022.

## Competiții sport
- Liga I
- UEFA Champions League
- UEFA Europa League
- UEFA Europa Conference League
- UEFA Super Cup
- UEFA Youth League
- Premier League
- La Liga
- La Liga 2
- Serie A
- Ligue 1
- Bundesliga
- Formula One
- Formula Two
- Formula Three
- Porsche Supercup
- WRC
- NBA
- NHL
- NFL
- UEFA Futsal Champions League
- Six Nations
- Rugby World Cup
- World Men's Handball Championship
- World Women's Handball Championship
- European Men's Handball Championship
- European Women's Handball Championship
- EHF Champions League
- EHF European League
- EHF European Cup
- Women's EHF Champions League
- Women's EHF European League
- Women's EHF European Cup